# Сосницовице
Сосницовице (пол. Sośnicowice, нем. Kieferstädtel) — город в Польше, входит в Силезское воеводство, Гливицкий повят. Имеет статус городско-сельской гмины. Занимает площадь 11,68 км². Население — 1776 человек (на 2004 год).

## Галерея

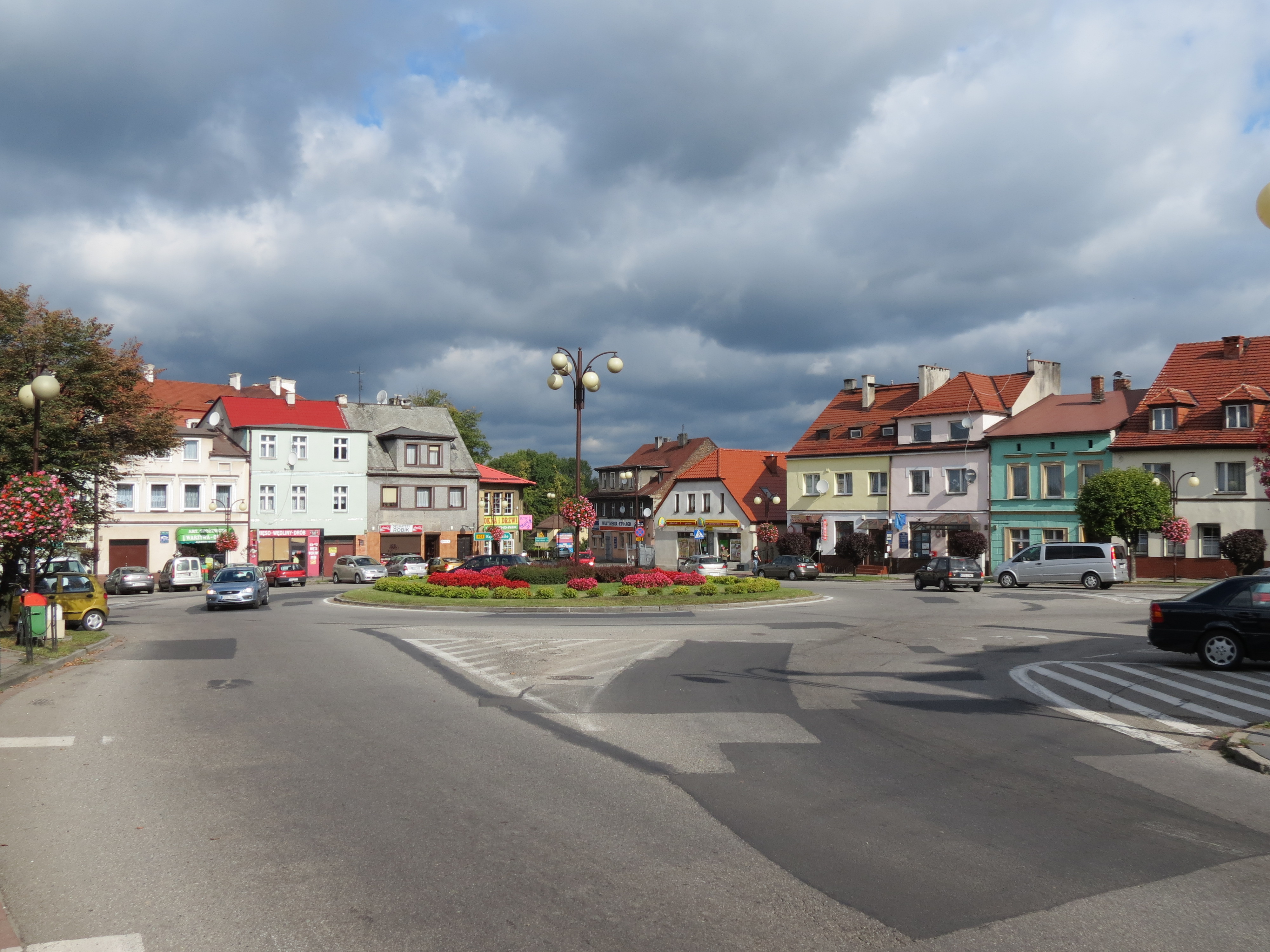
Рыночная площадь
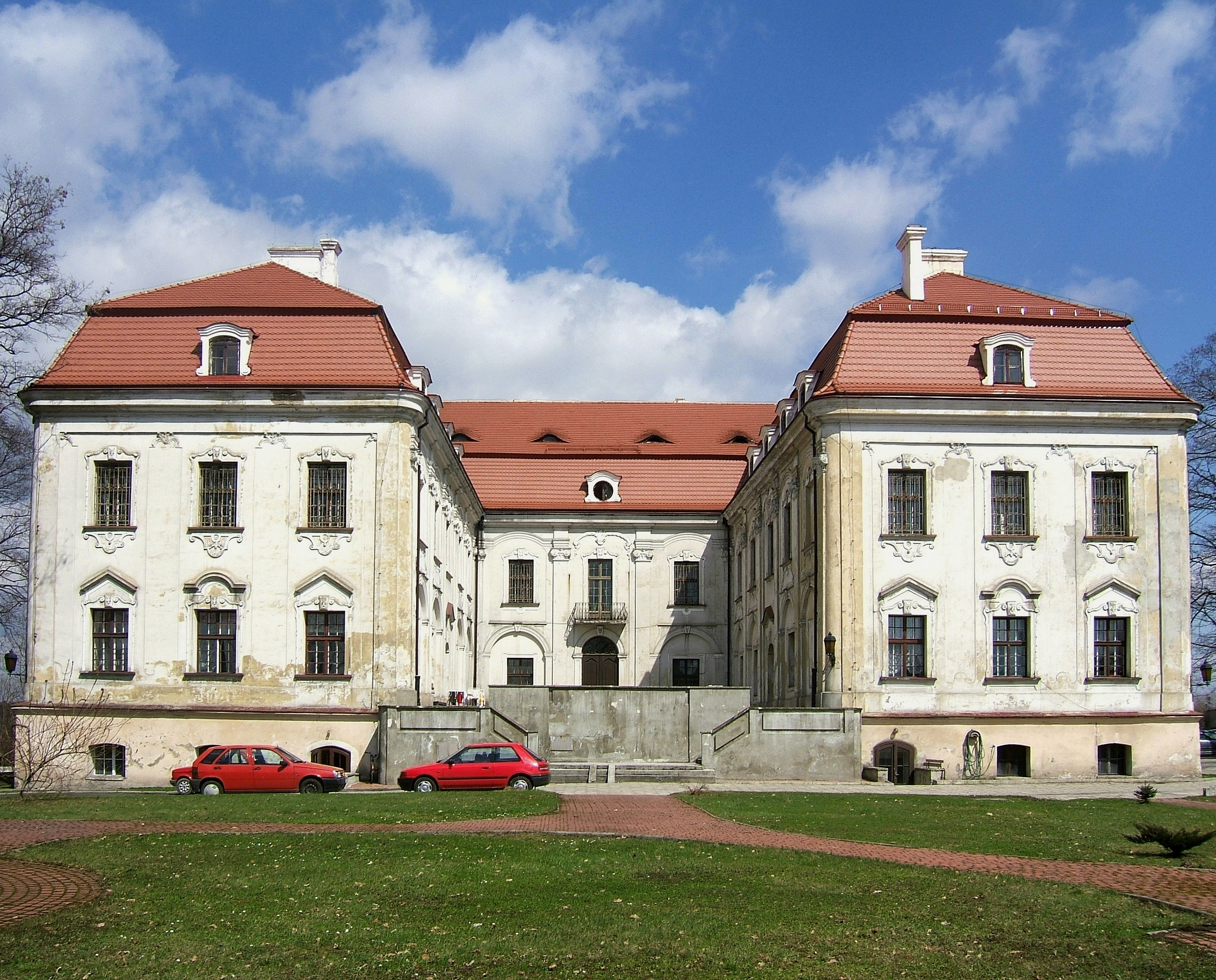
Замок
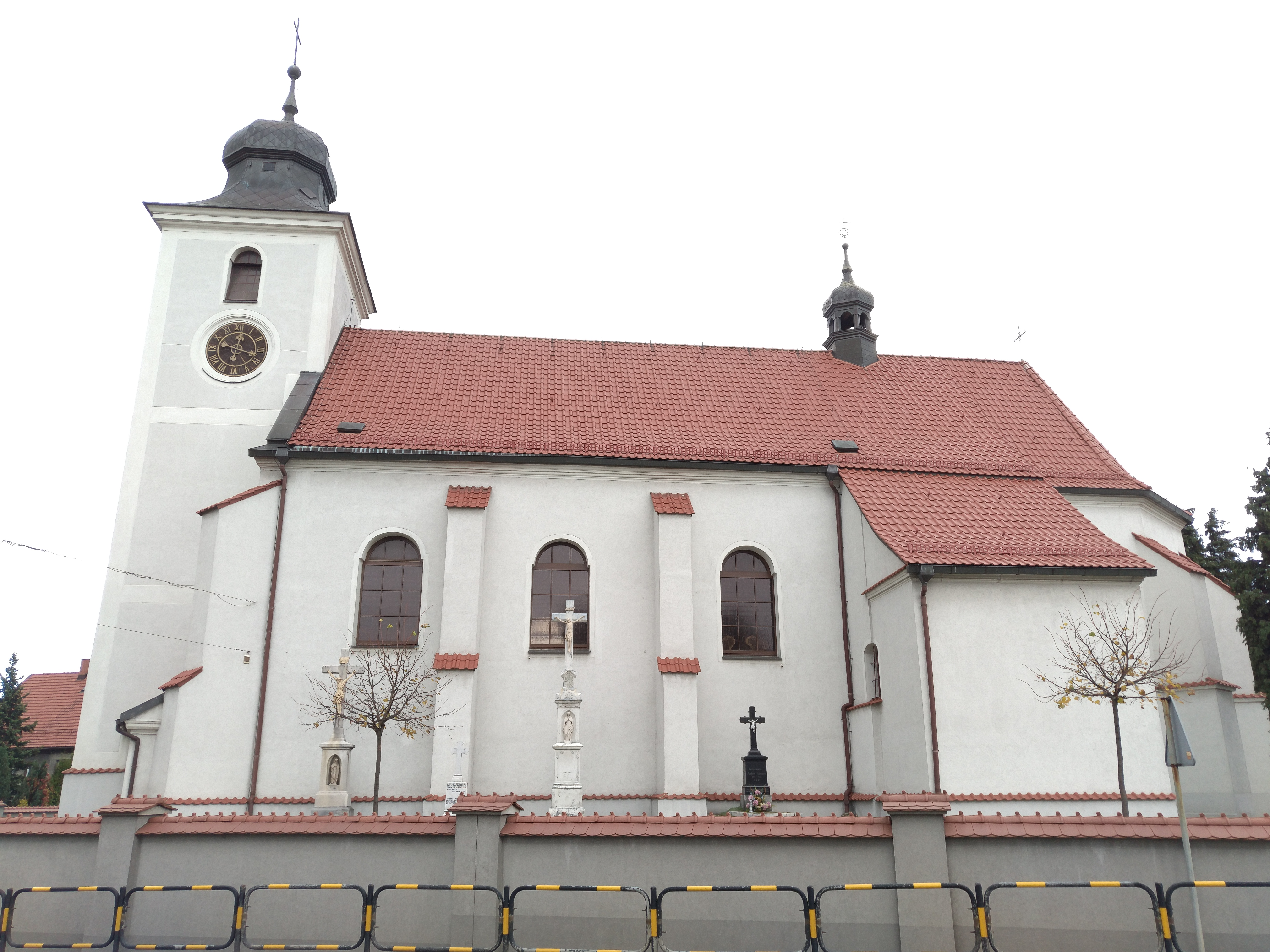
Церковь Св. Иакова